# RazakSAT
RazakSAT é um satélite artificial malaio lançado ao espaço no dia 14 de julho de 2009, às 03:35 UTC, por meio de um foguete Falcon 1 a partir da ilha Omelek, no Atol Kwajalein, nas Ilhas Marshall.

## Características
O RazakSAT é um satélite de detecção remota dedicado à observação da Terra para a gestão de terras e a pesquisa e conservação de recursos, de florestas e pescarias. Para isso leva a bordo uma câmera pancromática de 2,5 metros de resolução e outra de 5 metros de resolução.